# Diplôme d’études supérieures de notariat
En France, les notaires sont des officiers publics, nommés par décision du garde des Sceaux, ministre de la Justice. Ils sont à ce titre détenteurs d'une parcelle de l'autorité publique. La maîtrise du Droit français tant public que privé étant indispensable, la formation des futurs notaires est réglementée afin de conserver une bonne sécurité juridique. Le notaire poursuit sa formation une fois son diplôme et sa nomination acquise. La formation dure en effet tout au long de sa carrière.

## Généralités

### Formation actuelle des notaires
Suivant application du décret no 73-609 du 5 juillet 1973 relatif à la formation professionnelle dans le notariat et aux conditions d’accès aux fonctions de notaire, et plus particulièrement son article 9, il existe deux voies pour devenir notaire en France : la voie « professionnelle » et la voie « universitaire ». Le choix des étudiants entre ces deux voies s’effectue après l’obtention d’un Master 1 de droit. La spécialité choisie dans le Master 1 importe peu : droit notarial, droit public, droit privé, droit des affaires. L'entrée dans la voie universitaire s’effectuant sur dossier et étant sélective, s'y retrouvent le plus souvent des étudiants issus d’un Master 1 en droit notarial.
La voie professionnelle permet l’obtention d’un Diplôme d’aptitude aux fonctions de notaire (DAFN) et la voie universitaire permet celle d’un Diplôme supérieur de notariat (DSN). Il n’est fait aucune distinction en fonction de la formation choisie, une fois que ces diplômés sont devenus notaires.
Dans le cadre de ces deux formations, et depuis le 1er octobre 2018, c'est l'Institut national de formation des notaires (INFN) qui assure dans ses centres régionaux la formation des futurs notaires et clercs de notaire, réunissant ainsi les compétences du Centre de formation professionnelle notariale (CFPN) et de l'Institut des métiers du notariat (IMN), désormais disparus.

## Les établissements de formation

### L'Institut national de formations notariales (INFN)
Depuis le décret no 2018-659 du 25 juillet 2018 modifiant le décret no 73-609 du 5 juillet 1973 relatif à la formation professionnelle dans le notariat et aux conditions d'accès aux fonctions de notaire et modifiant l'article 17 du décret no 2016-661 du 20 mai 2016 relatif aux officiers publics et ministériels, le diplôme de notaire est délivré, pour la voie universitaire, par l'université, et pour la voie professionnelle, par l'Institut national des formations notariales (INFN) aux candidats ayant passé avec succès les épreuves des examens terminaux de chaque module et obtenu le certificat de fin de stage.
Depuis 2018, les Centres de formation professionnelle notariale (CFPN), et les Instituts des métiers notariaux (IMN), organismes locaux, dépendant du Centre national d'enseignement professionnel notarial, sont désormais regroupés dans une unique entité : l'INFN, devenu l'école du notariat.
Les dix-sept établissements locaux de l'INFN (Aix-en-Provence, Angers, Bordeaux, Clermont-Ferrand, Dijon, Lille, Lyon, Montpellier, Nancy, Nantes, Nîmes, Paris, Poitiers, Rennes, Rouen, Strasbourg et Toulouse) dispensent l'enseignement et accomplissent les missions suivantes :
- assurer l’enseignement professionnel en vue de la préparation aux diplômes des deux voies (universitaire et professionnelle) ;
- organiser et contrôler le stage en liaison avec les employeurs des stagiaires ;
- participer, le cas échéant, avec les instituts des métiers du notariat, à la formation professionnelle continue des notaires et des collaborateurs ;
- organiser, le cas échéant, tous enseignements et formations répondant aux besoins de la profession ;
- instruire les demandes en vue de la délivrance des certificats de spécialisation [4].

Les établissements locaux de l'INFN passent des conventions avec des universités pour la participation de celles-ci à l’enseignement dispensé par le centre, notamment dans le cadre du Diplôme supérieur du notariat (DSN). Il peut aussi en conclure avec des organismes d’enseignement ou de formation professionnelle publics ou privés.
L'INFN est un établissement public sous le contrôle du garde des Sceaux, ministre de la Justice.

## Les différentes voies pour obtenir le diplôme de notaire
Les conditions d'accès aux fonctions de notaire résultent du décret no 73-609 du 5 juillet 1973 modifié et de son arrêté du 13 avril 1990 modifié par ceux des 15 décembre 1993, 24 mai 2000 et du 30 septembre 2003.
Le décret du 5 juillet 1973 a été modifié en profondeur par le décret no 2018-659 du 25 juillet 2018. D'autres modifications profondes sont attendues et notamment la fusion des voies universitaire et professionnelle qui coexistent actuellement.
En 2025, il coexiste trois voies pour obtenir le diplôme donnant accès à la fonction de notaire : Diplôme supérieur du notariat (voie universitaire), le Diplôme de notaire (voie professionnelle et l'Examen de contrôle des connaissances techniques (ECCT) réservé aux collaborateurs expérimentés.

### La voie universitaire, le Diplôme Supérieur de Notariat (DSN)
La voie universitaire consiste en l'obtention du Diplôme Supérieur de Notariat via un cursus dans une Université. Pour intégrer le Master 2 mention Droit Notarial (interne ou international), le prérequis est un Master 1 en Droit Notarial, ou l'équivalent. L'admission est soumise à l'examen du dossier universitaire de chacun des candidats (résultats universitaire, expériences professionnelles, stages). La sélection pour intégrer le Master 2 est considérée comme particulièrement forte : plusieurs centaines de candidatures pour une ou deux dizaines de places disponibles. 
Après obtention du Master 2 mention spécialité droit notarial, les étudiants doivent suivre les quatre semestres d'une durée de six mois chacune, portant sur la déontologie et les actes courants et techniques contractuelles (1re), le droit immobilier (2e), le droit patrimonial de la famille (3e), et le droit des sociétés (4e). Chaque semestre est sanctionné par un contrôle continu (oral ou écrit) et par un examen écrit final. Pour valider les quatre semestres, il est nécessaire d'avoir la moyenne dans chacune d'elles et non la moyenne globale dans l'ensemble des semestres. Ces semestres s’effectuent alors concomitamment à un stage. Ce dernier s’effectue à temps plein durant vingt-quatre mois, en vue de l'obtention du certificat de fin de stage.
Dans le cadre de ces quatre semestres, les enseignements sont assurés par l'INFN. Conformément à l’accord de branche du 10 juillet 2008, en liaison avec les instructions conjointes de l'INFN et de l'organisme collecteur ACTALIANS, la durée de la formation incluse dans le temps de travail du stagiaire est fixée à 620 heures en deux années.
L'étudiant doit également soutenir un rapport de stage. Sa rédaction s'étale en moyenne durant dix-huit mois après l'obtention des quatre semestres, ce qui fixe la durée du DSN soit à trois années, soit à quatre années après la maîtrise ou Master 1 en comptant l'année de Master 2 Droit Notarial, soit à huit années d'après le nombre d'années après l'obtention du bac.
Le Diplôme Supérieur de Notariat (diplôme de Notaire) est délivré à l'étudiant qui a satisfait aux conditions suivantes :
- obtention des quatre semestres,
- validation d'un stage de deux années dans un office notarial,
- rédaction et soutenance d'un rapport de stage.

### L'examen d'entrée (ancienne voie professionnelle)
Pour entrer dans la voie professionnelle dans un INFN, les étudiants doivent préalablement obtenir un Master 1 en droit (Maîtrise) ou un équivalent. Ils doivent ensuite envoyer leur dossier complet de candidature à l'un des centres.
Un candidat ne peut, pour une session donnée, faire acte de candidature à l’entrée dans plus d’un INFN. Les personnes titulaires du diplôme de premier clerc et du Master 1 (Maîtrise) en droit, sont dispensées de l’examen d’entrée,. Afin de préparer les étudiants à cet examen, certains centres proposent une préparation. Nul ne peut se présenter plus de trois fois à l’examen d’entrée.
L’épreuve en elle-même se décompose en deux parties : des épreuves écrites et des épreuves orales. Les épreuves écrites se déroulent généralement fin septembre dans l’ensemble des INFN, les sujets étant les mêmes dans l’ensemble des Centres. C’est pour cette raison que certaines épreuves se déroulent l’après-midi en Métropole et le matin aux Antilles. À l’inverse, les épreuves orales sont laissées aux différents centres (dates, sujets). Il faut réussir les épreuves écrites pour être admissible aux épreuves orales ; il n’existe aucune séance de « rattrapage ». Un étudiant qui retenterait l’examen d’entrée l’année suivante ne conserve pas ses précédentes notes.
Les épreuves écrites sont de trois sortes et durent généralement trois heures chacune. Il s’agit le plus souvent de commentaires d’arrêts et de dissertations. Toutes ces épreuves se retrouvent dans l’annexe à l’arrêté fixant le programme et les modalités de l’examen prévu à l'article 11 du décret no 73-609 du 5 juillet 1973.
Les épreuves sont les suivantes :
- une épreuve de droit de la famille ;
- une épreuve de droit des obligations et des biens ;
- une épreuve de droit commercial et des affaires.

Chaque épreuve écrite est notée sur 20 et est affectée du coefficient 1. Le grand oral d’entrée est noté sur 20 et est affecté d’un coefficient 3. Une épreuve de langue peut également être imposée.

### L'obtention du diplôme de notaire (voie professionnelle)
L’étudiant qui a été déclaré reçu aux épreuves orales de l’examen d'entrée ou qui en a été dispensé peut ensuite intégrer l'INFN pour lequel il avait postulé. À titre d’exemple, les frais de scolarité s’élèvent à environ 3 600 € en 2009,. Il est à noter que ces frais montent généralement à 6 000 € pour les auditeurs libres. La Caisse des dépôts et consignations peut fournir un prêt aidé aux étudiants qui en feront la demande.
La préparation au Diplôme d’aptitude aux fonctions de notaire (DAFN) dure environ une année et s’effectue à l'INFN. Elle est accompagnée d’un contrôle continu et d’un examen de sortie, généralement en décembre.
Alors que les modalités du contrôle continu sont laissées à la libre appréciation des différents centres, l’examen de sortie est encadré strictement par l'INFN. Comme pour l’examen d'entrée, l’examen de sortie fait l’objet de différentes épreuves écrites et orales portant sur les mêmes domaines du droit.
Les épreuves écrites sont au nombre de deux et durent généralement cinq heures. Généralement, l’une des épreuves est un cas pratique et l’autre une rédaction d’acte. Chaque épreuve porte sur l’un des trois thèmes précédemment évoqués : le droit de la famille, le droit des obligations et des biens (en ce compris le droit de l’urbanisme, de la construction, et de l’habitation), et le droit commercial et des affaires.
Les étudiants déclarés admissibles aux épreuves écrites passent les épreuves orales. Ces oraux de sortie sont laissés à la libre appréciation des différents centres (dates, sujets). Ils comportent généralement un grand oral ainsi que divers petits oraux (langues, thème de spécialité choisi au préalable par l’étudiant, comptabilité, gestion de l’office notarial). Le grand oral porte sur le troisième thème qui n’a pas été retenu pour les écrits. Il s’effectue devant un grand jury composé de professionnels du droit (notaires, juges, universitaires) et est suivi d’un débat argumenté avec l’étudiant.
L’étudiant déclaré admissible à la suite des oraux de sortie obtient le diplôme d’aptitude aux fonctions de notaire. En cas d’échec, un étudiant peut retenter l’examen l’année suivante après avoir suivi une nouvelle préparation d’un an à l'INFN. Cet étudiant n’a pas à repasser l’examen d’entrée ; il acquitte à nouveau les frais de scolarité. Après un second échec, l’étudiant n’est en principe pas admis à retenter l’examen.

#### Le stage en entreprise de quatre semaines
Durant la préparation du DAFN à l'INFN, l’étudiant effectue un stage de quatre semaines minimum, généralement en juillet ou en août. La durée de ce stage est aussi de quatre semaines pour les titulaires du diplôme de premier clerc.
Les stagiaires restent sous l’autorité et la responsabilité du directeur de l'INFN et conservent leur statut étudiant (sécurité sociale).
Comme tous les stages, il n’est pas rémunéré[réf. souhaitée] ; une gratification peut être envisagée.
Ce stage ne fait pas l’objet d'un rapport.

#### Le notaire stagiaire
Ce stage est à distinguer du stage en entreprise. Seules les personnes ayant obtenu le DAFN ou suivant la voie universitaire l’effectuent .
Une fois le DAFN obtenu, les candidats notaires effectuent un stage à temps plein de vingt-quatre mois en vue de la préparation de leur rapport de stage. Le stage peut être accompli à mi-temps pendant une période maximale d'une année. La période de stage compte pour la moitié de sa durée. Les personnes admises au stage portent alors le titre de « notaire stagiaire ». Ce titre est protégé et réglementé.
Le stage s'effectue auprès d’un notaire, sous le contrôle du centre de formation professionnelle. Les notaires stagiaires peuvent aussi, s’ils le souhaitent et pour six mois au maximum, effectuer leur stage :
- auprès d’un avocat, d’un commissaire de justice, d’un administrateur judiciaire, d’un mandataire judiciaire à la liquidation des entreprises, d’un expert-comptable ou d’un commissaire aux comptes ;
- auprès d’une administration publique ou dans le service juridique ou fiscal d'une entreprise ;
- dans un organisme professionnel notarial d’enseignement, de documentation, de recherche ou d'assistance technique (Centre de recherches…) ;
- à l'étranger, auprès d’une personne exerçant une profession judiciaire ou juridique réglementée.

Dans l’hypothèse où le stagiaire n’a pas trouvé de stage, le Conseil supérieur du notariat procède à son affectation dans un office de notaire. Sur proposition du centre de formation professionnelle, l’affectation du stagiaire peut également être modifiée en cours de stage par le Conseil supérieur du notariat soit dans un intérêt pédagogique, soit si le stage ne peut plus être poursuivi dans les conditions où il était effectué.
Contrairement au stage en entreprise, ce stage est rémunéré. La rémunération est celle prévue dans la Convention collective nationale du notariat.
Durant cette période de stage, le notaire stagiaire suit six séminaires d’une semaine chacun, au CFPN auprès duquel il est rattaché, à raison de trois par année. Le stagiaire communique également un extrait no 3 de son casier judiciaire. La présence obligatoire à ces séminaires est sanctionnée par une épreuve écrite à la fin de chacun d’entre eux. Il est précisé que cette évaluation assure le contrôle continu des connaissances du notaire stagiaire. Chaque épreuve est donc notée sur 20 et est affectée du coefficient 1.
Le stagiaire étant sous statut salarié, il faudra au préalable établir un contrat de travail avec son employeur, soit à durée déterminée, soit à durée indéterminée. Depuis septembre 2014 : sélection sur dossier à l'issue de l'obtention d'un Master 2 en droit puis formation sur 31 mois (1 mois à temps plein puis 30 mois en alternance)

#### Le rapport de stage et sa soutenance
Le stagiaire doit rédiger un rapport de stage à l’issue de son stage. Celui-ci fait l’objet d’une soutenance devant un jury composé de trois membres désignés par le conseil d’administration du centre de formation professionnelle auprès duquel le stagiaire est inscrit. Ce rapport est noté sur 20 et est affecté du coefficient 1.

#### Le Certificat de fin de stage et le notaire assistant
À l’issue du stage, un certificat de fin de stage est délivré aux stagiaires qui ont assisté aux différents séminaires, qui en ont réussi les épreuves du contrôle continu, qui ont rédigé un rapport de stage, et qui ont effectué brillamment leur soutenance.
Si le conseil d’administration du centre de formation professionnelle estime que le stagiaire n’a pas satisfait à ses obligations, il peut, après avoir entendu l’intéressé, prolonger le stage pour une période d’une année renouvelable une fois. À l’expiration de la prolongation, le certificat est soit délivré soit refusé. La décision du conseil d’administration est motivée. Elle est notifiée par lettre recommandée avec demande d’avis de réception à l’intéressé qui peut la déférer à la cour d’appel dans les deux mois.
Le recours est formé, instruit et jugé selon les modalités prévues à l'article 34 du décret no 73-609 du 5 juillet 1973.
Les titulaires du certificat de fin de stage exerçant une activité dans un office notarial portent alors le titre de notaire assistant.

## Formation continue
Les notaires ont l’obligation de suivre une formation continue annuelle. 
Le respect de cette obligation est contrôlé par les instances.